# Ministeri de Relacions amb les Comunitats Europees
El Ministeri per a les Relacions amb les Comunitats Europees d'Espanya, durant la presidència democràtica de Adolfo Suárez, va ser un departament ministerial sense cartera amb competències en política d'integració europea. Va abastar el període comprès entre febrer de 1978 i febrer de 1981.

## Titulars
Els titulars del Ministeri per a les Relacions amb les Comunitats Europees van ser:
- Leopoldo Calvo-Sotelo Bustelo (10 de febrer de 1978 - 8 de setembre de 1980)[1][2] Sense cartera.
- Eduard Punset i Casals (8 de setembre de 1980 - 26 de febrer de 1981).[3] Ministre Adjunt, sense cartera.

## Història
El Ministeri per a les Relacions amb les Comunitats Europees va ser un Ministeri d'Espanya creat durant la transició política pel govern d'Adolfo Suárez el 10 de febrer de 1978, per desaparèixer el 27 de febrer de 1981, reconvertit en Secretaria d'Estat per a les Relacions amb les Comunitats Europees depenent del Ministeri d'Afers exteriors.
Va ser creat quan s'estava negociant l'ingrés d'Espanya en la Comunitat Econòmica Europea per a aquesta labor i per realitzar un Programa d'Informació per explicar a la societat civil el preu que es pagaria per l'ingrés.